# Coppa Italia di Serie B 2010-2011 (calcio a 5)
La tredicesima edizione della Coppa Italia di Serie B si è svolta tra il 18 gennaio e il 19 marzo 2011. Rispetto all'edizione precedente è cambiata la formula di qualificazione, adeguandola a quella già in uso per la Coppa Italia di Serie A e di Serie A2. Si qualificano alla manifestazione solamente le squadre che, al termine del girone di andata, si siano classificate ai primi quattro posti dei sei gironi. Le 24 formazioni sono distribuite in otto gironi triangolari e si affrontano reciprocamente tra loro in una gara unica. Si qualificano alla fase successiva solamente le formazioni vincitrici del girone. La Final eight della manifestazione si è svolta presso la nuova Futsal Arena di Tor di Quinto a Roma, inaugurata proprio da questa manifestazione. Il meccanismo di passaggio del turno prevede incontri a eliminazione diretta al termine dei quali, se sussistesse la condizione di parità, non si disputeranno i tempi supplementari ma direttamente i calci di rigore. La composizione del tabellone della Final Eight è stato sorteggiato l'8 marzo 2011 presso la sala “Peppino Impastato” di Palazzo Valentini, sede della Provincia di Roma.

## Squadre qualificate
| Girone A | Girone A       | Girone B | Girone B     | Girone C | Girone C       | Girone D | Girone D            | Girone E | Girone E         | Girone F | Girone F       |
| 1ª       | Toniolo Milano | 1ª       | Imola        | 1ª       | Civitanova     | 1ª       | Loreto Aprutino     | 1ª       | Palestrina       | 1ª       | Potenza        |
| 2ª       | Reggiana       | 2ª       | Villorba     | 2ª       | Real Monturano | 2ª       | Scafati-Santa Maria | 2ª       | Canottieri Lazio | 2ª       | Real Molfetta  |
| 3ª       | Lecco          | 3ª       | CAME Treviso | 3ª       | Forlì          | 3ª       | Real Napoli         | 3ª       | L'Acquedotto     | 3ª       | Giovinazzo     |
| 4ª       | Torino Cesana  | 4ª       | New Team FVG | 4ª       | CUS Ancona     | 4ª       | Fuente              | 4ª       | Latina           | 4ª       | Peloro Messina |

## Prima fase

### 1ª giornata[4]
18 gennaio 2011
- Imola - Rosta Torino Cesana 0-2
- New Team - Civitanova 7-2
- Forlì - Reggiana 2-2
- Sporting Peloro - Tubi Spa Loreto Aprutino 3-2
- Me.Co. Potenza - Century Latina 7-2
- L'Acquedotto - Giovinazzo 7-4

19 gennaio 2011
- Villorba - CUS Ancona 7-5

18 febbraio 2011
- Fuente Foggia - Palestrina 2-4[5]

### 2ª giornata[6]
1º febbraio 2011
- CAME Dosson - Forlì 0-3
- Century Latina - Real Napoli 4-2
- Civitanova - Lecco 5-7
- CUS Ancona - Comelt Toniolo 4-5
- Giovinazzo - Scafati-Santa Maria 0-5
- Real Monturano - Imola 4-5
- Tubi Spa Loreto Aprutino - Canottieri Lazio 0-3

22 febbraio 2011
- Real Molfetta - Fuente Foggia 7-1[7]

### 3ª giornata[8]
8 febbraio
- Canottieri Lazio – Sporting Peloro Messina 6-1
- Rosta Torino Cesana – Real Monturano 0-3
- Scafati-Santa Maria – L'Acquedotto 5-2
- Reggiana – CAME Dosson 7-2
- Real Napoli – Me.Co. Potenza 4-5
- Comelt Toniolo Milano – Villorba 6-1

9 febbraio
- Lecco – New Team 4-6

1º marzo
- Palestrina - Real Molfetta 9-3[9]

### Classifica

#### Girone 1
|  | Squadra        | P.ti | V | P | S | GF | GS | DR |
|  | -------------- | ---- | - | - | - | -- | -- | -- |
|  | Toniolo Milano | 6    | 2 | 0 | 0 | 11 | 5  | +6 |
|  | Villorba       | 3    | 1 | 0 | 1 | 8  | 11 | -3 |
|  | CUS Ancona     | 0    | 0 | 0 | 2 | 9  | 12 | -3 |
|  |                |      |   |   |   |    |    |    |

#### Girone 3
|  | Squadra      | P.ti | V | P | S | GF | GS | DR |
|  | ------------ | ---- | - | - | - | -- | -- | -- |
|  | New Team FVG | 6    | 2 | 0 | 0 | 13 | 6  | +7 |
|  | Lecco        | 3    | 1 | 0 | 1 | 11 | 11 | 0  |
|  | Civitanova   | 0    | 0 | 0 | 2 | 7  | 14 | -7 |
|  |              |      |   |   |   |    |    |    |

#### Girone 5
|  | Squadra          | P.ti | V | P | S | GF | GS | DR |
|  | ---------------- | ---- | - | - | - | -- | -- | -- |
|  | Canottieri Lazio | 6    | 2 | 0 | 0 | 9  | 1  | +8 |
|  | Peloro Messina   | 3    | 1 | 0 | 1 | 4  | 8  | -4 |
|  | Loreto Aprutino  | 0    | 0 | 0 | 2 | 2  | 6  | -4 |
|  |                  |      |   |   |   |    |    |    |

#### Girone 7
|  | Squadra     | P.ti | V | P | S | GF | GS | DR |
|  | ----------- | ---- | - | - | - | -- | -- | -- |
|  | Potenza     | 6    | 2 | 0 | 0 | 12 | 6  | +6 |
|  | Latina      | 3    | 1 | 0 | 1 | 6  | 9  | -3 |
|  | Real Napoli | 0    | 0 | 0 | 2 | 6  | 9  | -3 |
|  |             |      |   |   |   |    |    |    |

#### Girone 2
|  | Squadra        | P.ti | V | P | S | GF | GS | DR |
|  | -------------- | ---- | - | - | - | -- | -- | -- |
|  | Real Monturano | 3    | 1 | 0 | 1 | 7  | 5  | +2 |
|  | Torino Cesana  | 3    | 1 | 0 | 1 | 2  | 3  | -1 |
|  | Imola          | 3    | 1 | 0 | 1 | 5  | 6  | -1 |
|  |                |      |   |   |   |    |    |    |

#### Girone 4
|  | Squadra      | P.ti | V | P | S | GF | GS | DR |
|  | ------------ | ---- | - | - | - | -- | -- | -- |
|  | Reggiana     | 4    | 1 | 1 | 0 | 9  | 4  | +5 |
|  | Forlì        | 4    | 1 | 1 | 0 | 5  | 2  | +2 |
|  | CAME Treviso | 0    | 0 | 0 | 2 | 2  | 10 | -7 |
|  |              |      |   |   |   |    |    |    |

#### Girone 6
|  | Squadra       | P.ti | V | P | S | GF | GS | DR |
|  | ------------- | ---- | - | - | - | -- | -- | -- |
|  | Palestrina    | 6    | 2 | 0 | 0 | 13 | 5  | +8 |
|  | Real Molfetta | 3    | 1 | 0 | 1 | 10 | 10 | 0  |
|  | Fuente        | 0    | 0 | 0 | 2 | 3  | 11 | -8 |
|  |               |      |   |   |   |    |    |    |

#### Girone 8
|  | Squadra             | P.ti | V | P | S | GF | GS | DR |
|  | ------------------- | ---- | - | - | - | -- | -- | -- |
|  | Scafati-Santa Maria | 6    | 2 | 0 | 0 | 10 | 2  | +8 |
|  | L'Acquedotto        | 3    | 1 | 0 | 1 | 9  | 9  | 0  |
|  | Giovinazzo          | 0    | 0 | 0 | 2 | 4  | 12 | -8 |
|  |                     |      |   |   |   |    |    |    |

## Fase finale
La final eight della coppa Italia di serie B si è svolta tra il 17 e il 19 marzo ed è stata organizzata dalla società Canottieri Lazio presso la Futsal Arena di Roma. Le gare sono state trasmesse in diretta radiofonica su Radio Incontro.

### Tabellone
|  | Quarti di finale    | Quarti di finale    | Quarti di finale    |                     |                  | Semifinali       | Semifinali | Semifinali |  |  | Finale | Finale | Finale |  |
|  |                     |                     |                     |                     |                  |                  |            |            |  |  |        |        |        |  |
|  | Canottieri Lazio    | Canottieri Lazio    | 6                   |                     |                  |                  |            |            |  |  |        |        |        |  |
|  | Canottieri Lazio    | Canottieri Lazio    | 6                   |                     |                  |                  |            |            |  |  |        |        |        |  |
|  | Toniolo Milano      | Toniolo Milano      | 2                   |                     |                  |                  |            |            |  |  |        |        |        |  |
|  | Toniolo Milano      | Toniolo Milano      | 2                   |                     | Canottieri Lazio | Canottieri Lazio | 2          |            |  |  |        |        |        |  |
|  |                     |                     |                     |                     | Canottieri Lazio | Canottieri Lazio | 2          |            |  |  |        |        |        |  |
|  |                     |                     | Scafati-Santa Maria | Scafati-Santa Maria | 1                |                  |            |            |  |  |        |        |        |  |
|  | Real Monturano      | Real Monturano      | Scafati-Santa Maria | Scafati-Santa Maria | 1                | 1                |            |            |  |  |        |        |        |  |
|  | Real Monturano      | Real Monturano      |                     |                     |                  |                  |            |            |  |  |        |        |        |  |
|  | Scafati-Santa Maria | Scafati-Santa Maria | 6                   |                     |                  |                  |            |            |  |  |        |        |        |  |
|  | Scafati-Santa Maria | Scafati-Santa Maria | 6                   |                     | Canottieri Lazio | Canottieri Lazio | 8          |            |  |  |        |        |        |  |
|  |                     |                     |                     |                     |                  |                  |            |            |  |  |        |        |        |  |
|  |                     |                     | Reggiana            | Reggiana            | 1                |                  |            |            |  |  |        |        |        |  |
|  | Palestrina          | Palestrina          | Reggiana            | Reggiana            | 1                | 2                |            |            |  |  |        |        |        |  |
|  | Palestrina          | Palestrina          |                     |                     |                  |                  |            |            |  |  |        |        |        |  |
|  | Reggiana            | Reggiana            | 4                   |                     |                  |                  |            |            |  |  |        |        |        |  |
|  | Reggiana            | Reggiana            | 4                   |                     | Reggiana         | Reggiana         | 4 (7)      |            |  |  |        |        |        |  |
|  |                     |                     |                     |                     | Reggiana         | Reggiana         | 4 (7)      |            |  |  |        |        |        |  |
|  |                     |                     | Potenza             | Potenza             | 4 (5)            |                  |            |            |  |  |        |        |        |  |
|  | Potenza             | Potenza             | Potenza             | Potenza             | 4 (5)            | 4 (9)            |            |            |  |  |        |        |        |  |
|  | Potenza             | Potenza             |                     |                     |                  |                  |            |            |  |  |        |        |        |  |
|  | New Team FVG        | New Team FVG        | 4 (8)               |                     |                  |                  |            |            |  |  |        |        |        |  |

### Risultati

#### Quarti di finale
| Arbitri: | Matteo Cattano (Bergamo) Andrea Bracalente (Fermo) |
| Crono:   | Fabio Romaldini (Roma 2)                           |

|                           |           |                                                             |
| M. Simon 30'36'’, 35'32'’ | Marcatori | 11'43'’ (aut.) Gioia 14'27'’, 28'16'’ Barelli 32'23'’ Costa |

| Arbitri: | Flavio Zaccagnino (Roma 2) Ruggiero Chiariello (Barletta) |
| Crono:   | Carmine Monda (Nola)                                      |

|                                                                      |                      |                                                                 |
| Strapazzon Parize Gus Maycon Machado Cabezaolias Benevento Cavicchio | Tiri di rigore 5 – 4 | Sanzica Siviero Bearzi De Jesus Quinellato Mancini Spatofora O. |

| Roma 17 marzo 2011, ore 18:30 CET | Canottieri Lazio                                                    | 6 – 2 (3-0) referto | Toniolo Milano | Futsal Arena\| Arbitri: \| Carmelo Loddo (Reggio Calabria) Filippo Vidotto (San Donà di Piave) \| \| Crono: \| Carlo Adilardi (Collegno) \| |
| Arbitri:                          | Carmelo Loddo (Reggio Calabria) Filippo Vidotto (San Donà di Piave) |                     |                | |
| Crono:                            | Carlo Adilardi (Collegno)                                           |                     |                | |

| Arbitri: | Manuela Di Fabbi (Sulmona) Francesco Scarpelli (Padova) |
| Crono:   | Davide Lampedecchia (Roma 2)                            |

|                       |           |                                                                                     |
| Maoski 14'50'’ (rig.) | Marcatori | 1'58'’, 21'23'’ Amirante 26'42'’ Milucci 35'17'’, 36'07'’ Scharnovski 39'09'’ Botta |

#### Semifinali
| Arbitri: | Francesco Peroni (Città di Castello) Alan Scutti (L'Aquila) |
| Crono:   | Raffaele Ziri (Barletta)                                    |

|                               |                      |                                 |
| Tonello Regina Barelli Resner | Tiri di rigore 3 – 1 | Strapazzon Parize Gus Cavicchio |

| Arbitri: | Michele Calaprice (Bari) Angelino Iuliano (Lamezia Terme) |
| Crono:   | Francesco Marinaro (Pinerolo)                             |

|                          |           |                         |
| Giménez 21'35'’, 38'44'’ | Marcatori | 18'02'’ (aut.) Crepaldi |

#### Finale
| Arbitri: | Nicola Mantovani (Gallarate) Antonino Tupone (Lanciano) |
| Crono:   | Antonio Bovino (Nichelino)                              |

| |            | |
| Resner 27'26'’ | Marcatori  | 4'45'’, 9'44'’ Júnior 11'29'’ Romano 13'28'’ Giménez 27'44'’ Leonaldi 29’ Crepaldi 30'48'’ Miarelli 35'52'’ Leonaldi                                                                         |
| Giuseppe Zaccone César Regina Luca Brex Josimar Tonello Eduardo Costa Fernando Barelli Lorenzo Vecchi Alessandro Miramari Federico Mariani Thiago Resner Zakaria Semache Salvatore Bartolotta | Formazioni | Michele Miarelli Diego Giustozzi Sergio Romano Marcelo Giménez Ivan Júnior Rodrigo Bertoni Edoardo Pio Thales Crepaldi Walter Potrich Tiago Leonaldi Carlo Vittorio Sordini Federico Mazzuca |
| Roberto Dall'Olio | Allenatori | Marco Ripesi |